# 亚洲明星艺人奖
亚洲明星艺人奖（韓語：아시아 스타 엔터테이너 어워즈，简称ASEA）是由韩国娱乐体育媒体Newsen（뉴스엔）与明星时尚杂志@star1（앳스타일）联合主办的音乐颁奖礼，旨在鼓励过往一年间在全世界舞台取得华丽成果的K-POP艺人和亚洲歌手们，首届颁奖礼于2024年在日本横浜举行。

## 第1届（2024年）
第1届亚洲明星艺人奖（韓語：아시아 스타 엔터테이너 어워즈 2024，简称ASEA2024）于2024年4月10日在日本横浜K Arena橫濱（原定于东京举行）举行，韩国艺人權俞利与玉澤演担纲主持人。
组委会自2024年2月起宣布出席的艺人阵容，分别有THE BOYZ、STAYC、NiziU、DAY6、Billlie、FANTASY BOYS、Stray Kids、Treasure、TWS、NCT WISH、泰民、THE RAMPAGE from EXILE TRIBE、Creepy Nuts、TOMORROW X TOGETHER、JO1、INI，宋承憲与全汝彬担任颁奖嘉宾颁发大奖。
Stray Kids获得该届颁奖礼的大奖最高荣誉并成为三冠王，TOMORROW X TOGETHER获得4奖是该届颁奖礼的最大赢家，此外TREASURE与THE BOYZ分别获得3奖，泰民、NiziU与林英雄分别获得2奖。

### 获奖名单
- 大奖：Stray Kids
- 年度艺人：TOMORROW X TOGETHER
- 年度专辑：Stray Kids《5-STAR》
- 年度歌曲：柾国《Seven》
- 铂金奖：TOMORROW X TOGETHER
- 最佳组合：Stray Kids、NiziU
- 最佳Solo歌手：志效（TWICE）、林英雄
- 最佳乐队：DAY6
- 全球K-Pop领袖：TOMORROW X TOGETHER
- 最佳演绎（组合）：TOMORROW X TOGETHER
- 最佳演绎（Solo歌手）：泰民（SHINee）
- 最佳演绎（日本歌手）：INI
- 最佳舞台（韩国）：THE BOYZ
- 最佳舞台（日本）：JO1
- 全球铂金奖：TREASURE
- 最佳新人：NCT WISH、TWS、ZEROBASEONE
- 最佳概念艺人（组合）：THE BOYZ
- 最佳概念艺人（Solo歌手）：泰民
- 最佳明星：STAYC、THE BOYZ
- 最佳明星（日本）：NiziU、THE RAMPAGE from EXILE TRIBE
- 最佳巡演艺人：TREASURE
- 最佳虚拟艺人：PLAVE
- 最佳Hip-Hop歌手：TREASURE
- 最佳摇滚抒情乐歌手：Young K（DAY6）
- 最佳Trot歌手：永卓（英语：Young Tak）
- Hot Trend：ATBO、Creepy Nuts
- Hot Icon：Billlie、FANTASY BOYS
- 歌迷选择艺人奖：林英雄
- 歌迷选择新人奖：JD1